# Джумабаева, Анакыз
Анакы́з Джумаба́ева (кирг. Анакыз Жумабаева; род. 10 октября 1929, село Чон-Курулуш, Ноокенский район, Джалал-Абадская область, Киргизская АССР, РСФСР, СССР) — хлопковод, бригадир колхоза имени Фрунзе Ленинского района Ошской области, Киргизская ССР. Герой Социалистического Труда (1975). Член КПСС с 1959 года.

## Биография
Родилась в 1929 году в крестьянской семье в селе Чон-Курулуш (ныне — Ноокенский район, Джалал-Абадская область, Кыргызстан).
Трудилась на хлопковых полях колхоза имени Фрунзе Ленинского района. Позднее возглавляла хлопководческую бригаду. В 1974 году бригада Анакыз Джумабаевой досрочно выполнила задания Девятой пятилетки (1971—1975) по возделыванию хлопка. Указом Президиума Верховного Совета СССР от 10 февраля 1975 года удостоена звания Героя Социалистического Труда с вручением ордена Ленина и золотой медали «Серп и Молот».